# Derek Bell (muzikant)
Derek Bell (Belfast, 21 oktober 1935 - Phoenix (Arizona), 17 oktober 2002) was een Ierse muzikant. Hij was bijna 28 jaar de harpist bij de befaamde Ierse band The Chieftains. Op twaalfjarige leeftijd speelde hij al een pianoconcert. Na een studie in Engeland en de USA, speelde hij bij diverse orkesten, onder andere bij de Royal Philharmonic Orchestra en later bij het Belfast Symphony Orchestra. Toen hij in 1972 kennismaakte met Paddy Moloney werd hem verzocht een gastoptreden te verzorgen bij The Chieftains; dat zou uitdraaien op een lange loopbaan.   

## Discografie
Solo-albums:
- Carolan's Receipt (1975)
- Carolan's Favourite (1980)
- Derek Bell Plays with Himself (1981)
- Ancient Music for the Irish Harp (1981)
- Derek Bell's musical Ireland (1983)
- The Mystic Harp (1996)
- Dussek: Duos Concertants/Sonata élégie harmonique (1996)
- A Celtic Evening with Derek Bell ( 1997)
- Compositions (1998)
- The Mystic Harp 2 (1999)